# Długomiłowice
Długomiłowice est une localité polonaise de la gmina de Reńska Wieś, située dans le powiat de Kędzierzyn-Koźle en voïvodie d'Opole.

## Histoire
De 1743 à 1945, Langlieben fait partie de l'arrondissement de Cosel dans le district d'Oppeln au sein de la province de Silésie.